# کاردامومین
کاردامومین (به انگلیسی: Cardamomin) با فرمول شیمیایی C۱۶H۱۴O۴ یک ترکیب شیمیایی با شناسه پاب‌کم ۶۴۱۷۸۵ است. که جرم مولی آن ۲۷۰٫۲۷ g/mol می‌باشد. 